# تل کوزر خون
تل کوزر خون مربوط به سدهٔ ۵ ه.ق است و در شهرستان ممسنی، بخش رستم، روستای کوپن سفلی واقع شده و این اثر در تاریخ ۱۲ بهمن ۱۳۸۱ با شمارهٔ ثبت ۷۲۱۴ به‌عنوان یکی از آثار ملی ایران به ثبت رسیده است.